# Nemka viduata
Nemka viduata ist ein Hautflügler aus der Familie der Ameisenwespen (Mutillidae). 

## Merkmale
Die Wespen haben eine Körperlänge von 6 bis 15 Millimetern (Weibchen) bzw. 5 bis 19 Millimetern (Männchen). Der Kopf und der Hinterleib der Weibchen ist schwarz, ihr Thorax ist hellrot, die Fühler und Beine sind rot bis dunkelbraun. Die Stirn, ein runder Fleck basal auf dem zweiten Tergit, die Seitenränder und der Endrand dieses Tergits, das dritte Tergit und die Endfransen der Sternite zwei bis vier sind hell behaart. Die helle Endbinde am zweiten Tergit ist mittig dreieckig nach vorne erweitert. Das erste Tergit ist halb so breit wie das zweite; das sechste trägt eine ovale Pygidialplatte mit divergierenden längs angeordneten Runzeln. Die Männchen sind außer auf dem zweiten Tergit, das rot gefärbt ist, schwarz. Das zweite und dritte Tergit und Teile der Stirn, des Pronotums und des Schildchens (Scutellum) sind hell behaart. Der Kiel zwischen den Fühlern hin zur Stirnplatte (Clypeus) ist kürzer als die Fühler breit sind. Die großen Tegulae sind nach hinten aufgebogen.

## Vorkommen und Lebensweise
Die Art ist in Südeuropa, dem südlichen Osteuropa und dem Balkan, östlich bis in die Mongolei verbreitet. Man findet sie auch im Aostatal. Die Larven sind Parasitoide von Grabwespen der Gattungen Gorytes, Bembix und Bembecinus.

## Belege
F. Amiet: Fauna Helvetica 23: Vespoidea 1. Centre Suisse de Cartographie de la Faune, 2008, ISBN 978-2-88414-035-5.